# Monokin
Monokin je tip citokina koji prvenstveno nastaje u monocitima i makrofagama. Primeri monokina su interleukin 1 i faktor nekroze tumora -alfa.

## Funkcije
Monokini koje ozlučuju makrofage mogu da privuku neutrofile putem procesa hemotakse.

## Spoljašnje veze
- Monokines на 
- Interleukin-1 u rečniku